# Lepisiota longinoda
Lepisiota longinoda is een mierensoort uit de onderfamilie van de schubmieren (Formicinae). De wetenschappelijke naam van de soort werd voor het eerst geldig gepubliceerd in 1920 door George Arnold.